# OH!エルくらぶ
『OH!エルくらぶ』（オー エルくらぶ）は、1986年4月5日から1997年3月29日までテレビ朝日で毎週土曜日 の午前に放送された生放送の情報バラエティ番組。
ここでは2014年10月から2015年3月まで放送されていた、深夜版についても触れる。

## 概要
番組のタイトル通り、一般企業のOLが毎回大勢で出演し、企業のPRや人物紹介、再現ドラマをするほか、同僚の間での流行などを紹介する、職場単位の素人参加型番組であった。他にも、映画や音楽、ファッション、ショッピング、料理などバブル時代のOL向け情報番組として様々な分野の情報を提供していた。情報のコーナーには三枝成彰など専門家が起用され、より深い解説をするものが多かった。
番組が放送を開始した1986年は、週休二日制度が普及し始めた時期であり、土曜日が休日となったOLをターゲットにしたこの番組は成功し、放送は11年続き、同年代をターゲットとした『ラ・ラ☆Kiss』へリニューアルした。
ネット局は少なく、名古屋テレビや朝日放送などは、この時間帯に自社制作番組や系列内外の遅れネット番組、あるいは再放送番組などを放送していた。

## 放送時間
- 1986年4月5日 - 1995年3月25日 毎週土曜日 9:30 - 10:45（JST）
- 1995年4月1日 - 1997年3月29日 毎週土曜日 10:00 - 11:20（JST）

## 司会者
- 南美希子／田中康夫（1986年4月 - ）
- 鈴木杏樹／中山秀征／渡辺正行／桐島ノエル（1992年4月 - 1994年9月）
- 山咲千里／宮本亜門／中居正広／田中ひろ子（1994年10月 - 1996年3月）
- 井森美幸／長谷川初範／草彅剛／矢部美穂（1996年4月 - 1997年3月）

## レギュラー出演者
- 安部みちる（1986年 - 1991年　ファッション）
- 藤井暁（1986年4月 - 1987年9月）
- 三枝成彰（1988年-時期不詳）
- トニー・タナカ
- 富田たかし(1989年-時期未詳)
- 寺崎貴司（1987年10月 - 1990年10月）
- Dr.コパ
- 建部和美 みかん役（1991年4月 - 1992年3月）
- 中谷彰宏（1989年4月 - 1993年3月 博報堂プランナー退職後 ）
- 朝岡聡（1994年10月 - 1996年3月）
- 平野寿将（1994年 - 1996 料理コーナー 桑野と入れ替わり？）
- 林マヤ（1996年 - 1997年　ファッション）
- 桑野信義（1996年 - 1997年　料理コーナー）
- 林家いっ平（1996年 - 1997年）
- 伊集院光（1996年 - 1997年）
- 島田律子（1996年4月 - 1997年3月）
- 新井深志（再現ドラマ内）
- きよ彦（ファッション）
- 磯野貴理子（ファッション）
- クリス・ペプラー（アーバンサウンドコレクション）

## 主なコーナー
- OL度チェック
- トニー・タナカのメイク講座
- 「Dr.コパのお部屋向上計画」
- ジャマイカ君を捜せ
- 平野寿将の愛のOH料理道場
- 中谷塾
- ワイワイ! ニューヨーク（長野智子）

## 番組テーマ曲

### オープニングテーマ
- 「I.G.Y.」ドナルド・フェイゲン
- 「Deja　Vu」サーカス（1988年）
- 「週末は旅人」 SCRAMBLE （現・山石敬之、1989年）
- 「恋のマリオネット」 ザ・シャムロック（1990年）
- 「マリッジ」池田聡（1991年）
- 「ふりむいて抱きしめて」 WANDS （1992年）
- 「君は君の誇り」中西圭三 （1992年）
- 「ジェラシーを微笑みにかえて」吉川晃司 （1992年）
- 「追いつかないよ」藤井宏一 （1992年）
- 「A Touch of Destiny」松田聖子（1993年）
- 「恋のイントロダクション」源学（1993年）
- 「逆光線に射(う)ち抜かれて」高橋克典（1993年）
- 「素顔のままKISSしよう」MANISH（1993年）
- 「薄情」久宝留理子（1994年）
- 「Hello! Hello!」ACID LOVE（1994年）
- 「気まぐれな恋していい」This Time（1995年）
- 「Driving Lazy Lady」川崎真理子（1995年）
- 「オキナワ・ラティーナ」ディアマンテス （1995年）
- 「ONE SIDE LOVE」ビー・ルージュ （1995年）
- 「UPTOWN GIRL」守山茂樹（1996年）
- 「笑いたくても笑えない」 Groovy Boyfriends（1996年）
- 「Basic Mind〜Darling! Let's take a chance〜」Aisha（1997年）

ほか
基本的に４カ月ほどで曲が変わっていた。

### エンディングテーマ
- 「あなたがそこにいるから ～Don't let Me go」ELLIS（1992年）
- 「君を二度とはなさない」角松敏生（1992年）
- 「新しい一日のために」児島未散（1992年）
- 「あなたを知ってる」田中律子（1992年）
- 「君とずっと…くらしたい」To Be Continued（1993年）
- 「会わずにはいられない」鈴木トオル（1993年）
- 「La・Ya・La・Ya」かとうれいこ（1993年）
- 「ヴェネツィアン・ラプソディー」ALI PROJECT（1994年）
- 「あの日に帰りたい」BEREEVE（1994年）
- 「青い車」スピッツ（1994年）
- 「BLUEの彼方」W（1994年）
- 「こんな時君に逢いたい」TWINZER（1995年）
- 「Sarah～胸に吹く風～」吉村麻希（1995年）
- 「Break Down 〜Let's Go! Rookie Boy〜」m.c.A・T（1995年）
- 「少年」宇都宮隆（1996年）
- 「くちづけは永遠に終わらない」辛島美登里（1996年）
- 「dawn」和田弘樹（1997年）

ほか

## ネット局
| 放送対象地域  | 放送局       | 系列           | 備考               |
| ------------- | ------------ | -------------- | ------------------ |
| 関東広域圏    | テレビ朝日   | テレビ朝日系列 | 制作局             |
| 北海道        | 北海道テレビ | テレビ朝日系列 |                    |
| 福島県        | 福島放送     | テレビ朝日系列 |                    |
| 香川県 岡山県 | 瀬戸内海放送 | テレビ朝日系列 |                    |
| 沖縄県        | 琉球朝日放送 | テレビ朝日系列 | 1995年10月開局から |

## 復活版
『Kis-My-Ft2 presents オフィスラーニングバラエティ OLくらぶ』（キスマイフットツー プレゼンツ オフィスラーニングバラエティ オーエルくらぶ）と題し、2014年10月1日から2015年3月25日まで毎週水曜日0:15 - 0:45（火曜日深夜）に放送された。Kis-My-Ft2にとっては自身初の単独冠番組である。

### 概要（復活版）
社会人経験＆社会知識ゼロのKis-My-Ft2が「アイドルだっていつダメになるか分からない…！」という将来への危機感を背に、万が一の事態（!?）に備え、自分たちとは正反対に位置する“会社で働く女性”の世界を体感しながら、「OL」…つまり「Office Learning」を重ね、世の中と社会常識について学んでいく番組。
番組枠としてはネオネオバラエティにあたり、『濱キス』から『キス濱テレビ』まで先導してきた濱口優が抜けた形。終了後は内容を大幅に変え『あの遊びをバージョンアップ! キスマイGAME』となった。

### 主なコーナー（復活版）
- 千賀健子のこれってセクハラ？これってパワハラ？

視聴者より寄せられた、オフィスで実際にあった「これはセクハラないしパワハラではないか？」という事案を、Kis-My-Ft2の千賀健永が「千賀健子」という名のOLに扮してVTRで再現し、VTRを観た後でKis-My-Ft2メンバーが当該事案はセクハラ・パワハラに該当するかを検討した後、アディーレ法律事務所の篠田恵里香弁護士が法的観点から判定を下す。

### 放送リスト
| 回 | 放送日         | 内容                                                                | ゲスト                                             |
| -- | -------------- | ------------------------------------------------------------------- | -------------------------------------------------- |
| 1  | 2014年 10月1日 | 「コピー機」の便利すぎる機能を学べ!                                 | 伊藤綾子                                           |
| 2  | 10月8日        | パソコンのあるあるトラブル解決SP                                    | 皆藤愛子                                           |
| 3  | 10月15日       | 本当はスゴかった!電卓の知られざる機能                               | 脊山麻理子                                         |
| 4  | 10月22日       | パソコンメールソフトの超基礎マナー&裏ワザを学べ!                    | 小林麻耶                                           |
| 5  | 10月29日       | 働く女性がセンスがいいと感じるネクタイを選べ!                       | 清水俊輔                                           |
| 6  | 11月5日        | 最新クレーム対応術を学べ!                                           | 高橋真麻                                           |
| 7  | 11月12日       | オフィスで使える本当に便利なスマホアプリを探し出せ!                 | 久冨慶子 弘中綾香                                  |
| 8  | 11月19日       | オフィスで使えるデジタルグッズを体感せよ!                           | オリエンタルラジオ（中田敦彦・藤森慎吾）           |
| 9  | 11月26日       | 悪質クレーム対応マニュアルを学べ!≪第2弾≫                            | 高橋真麻                                           |
| 10 | 12月3日        | 有名オフィス用品メーカーの社内で社員お手製クイズに挑戦!             | ウーマンラッシュアワー（村本大輔・中川パラダイス） |
| 11 | 12月10日       | 人気のテイクアウトランチベスト5を当てろ!〜丸の内編〜                | ミムラ ロバート（山本博・秋山竜次・馬場裕之）      |
| 12 | 12月17日       | 世界的IT企業のオフィスで社員お手製クイズに挑戦!                     | ハライチ（岩井勇気・澤部佑）                       |
| 13 | 2015年 1月3日  | 新春特別編〜オフィスですぐに使えるセレクション〜                    | 伊藤綾子 高橋真麻                                  |
| 14 | 1月7日         | 悪質クレーム対応マニュアルを学べ!≪第3弾≫                            | 大久保佳代子（オアシズ）                           |
| 15 | 1月14日        | 有名企業で本当にあったという「入社面接試験」に挑め!                 | 平成ノブシコブシ（吉村崇・徳井健太）               |
| 16 | 1月21日        | 最新コピー機の便利すぎる機能を学べ!≪第2弾≫                          | ハリセンボン（近藤春菜・箕輪はるか）               |
| 17 | 1月28日        | パソコンあるあるトラブル解決≪第2弾≫                                 | 高橋真麻                                           |
| 18 | 2月4日         | 女性人気のお店で女子ウケメニューTOP3を当てろ!                       | 高橋茂雄（サバンナ）                               |
| 19 | 2月11日        | 人気のファッション雑誌編集部でお手製クイズに挑戦!                   | ピース（綾部祐二・又吉直樹） 押切もえ              |
| 20 | 2月18日        | 人気のファッション雑誌編集部でお手製クイズに挑戦!完結編             | ピース（綾部祐二・又吉直樹） 押切もえ              |
| 21 | 2月25日        | 有名企業で本当にあったという「入社面接試験」に挑め!≪第2弾≫          | 大久保佳代子（オアシズ）                           |
| 22 | 3月4日         | 女性に人気のエスニックレストランで女子ウケメニューTOP3を当てろ!     | 井上裕介（NON STYLE）                              |
| 23 | 3月11日        | 高層ビルの階段でクイズ!働く女性が気になる数字を当てろ!              | 村本大輔（ウーマンラッシュアワー）                 |
| 24 | 3月18日        | お医者さんに人気の中華料理店で‘医者ウケ’メニューTOP3を当てろ!       | 彦摩呂                                             |
| 25 | 3月25日        | お医者さんに人気の中華料理店で‘医者ウケ’メニューTOP3を当てろ!完結編 | 彦摩呂                                             |

## ネット局（復活版）
| 放送対象地域   | 放送局                  | 系列           | 放送日時                     | 放送開始日     | 放送日の遅れ |
| -------------- | ----------------------- | -------------- | ---------------------------- | -------------- | ------------ |
| 関東広域圏     | テレビ朝日 (EX)         | テレビ朝日系列 | 水曜 0:15 - 0:45（火曜深夜） | 2014年10月1日  | 制作局       |
| 岩手県         | 岩手朝日テレビ (IAT)    | テレビ朝日系列 | 水曜 0:15 - 0:45（火曜深夜） | 2014年10月1日  | 同時ネット   |
| 秋田県         | 秋田朝日放送 (AAB)      | テレビ朝日系列 | 水曜 0:15 - 0:45（火曜深夜） | 2014年10月1日  | 同時ネット   |
| 山形県         | 山形テレビ (YTS)        | テレビ朝日系列 | 水曜 0:15 - 0:45（火曜深夜） | 2014年10月1日  | 同時ネット   |
| 長野県         | 長野朝日放送 (abn)      | テレビ朝日系列 | 水曜 0:15 - 0:45（火曜深夜） | 2014年10月1日  | 同時ネット   |
| 沖縄県         | 琉球朝日放送 (QAB)      | テレビ朝日系列 | 水曜 0:15 - 0:45（火曜深夜） | 2014年10月1日  | 同時ネット   |
| 中京広域圏     | メ〜テレ (NBN)          | テレビ朝日系列 | 水曜 0:20 - 0:50（火曜深夜） | 2014年10月1日  | 5分遅れ      |
| 新潟県         | 新潟テレビ21 (UX)       | テレビ朝日系列 | 水曜 0:20 - 0:50（火曜深夜） | 2014年10月15日 | 14日遅れ     |
| 広島県         | 広島ホームテレビ (HOME) | テレビ朝日系列 | 水曜 0:20 - 0:50（火曜深夜） | 2014年10月15日 | 14日遅れ     |
| 福島県         | 福島放送 (KFB)          | テレビ朝日系列 | 木曜 0:20 - 0:50（水曜深夜） | 2014年10月9日  | 8日遅れ      |
| 山口県         | 山口朝日放送 (yab)      | テレビ朝日系列 | 木曜 0:45 - 1:15（水曜深夜） | 2014年10月16日 | 15日遅れ     |
| 愛媛県         | 愛媛朝日テレビ (eat)    | テレビ朝日系列 | 水曜 1:20 - 1:50（火曜深夜） | 2014年10月22日 | 21日遅れ     |
| 福岡県         | 九州朝日放送 (KBC)      | テレビ朝日系列 | 火曜 1:20 - 1:50（月曜深夜） | 2014年10月21日 | 20日遅れ     |
| 長崎県         | 長崎文化放送 (NCC)      | テレビ朝日系列 | 水曜 1:21 - 1:51（火曜深夜） | 2014年10月29日 | 28日遅れ     |
| 熊本県         | 熊本朝日放送 (KAB)      | テレビ朝日系列 | 火曜 1:15 - 1:45（月曜深夜） | 2014年10月21日 | 20日遅れ     |
| 近畿広域圏     | 朝日放送 (ABC)          | テレビ朝日系列 | 火曜 2:14 - 2:44（月曜深夜） | 2015年1月6日   | 82日遅れ     |
| 静岡県         | 静岡朝日テレビ（SATV）  | テレビ朝日系列 | 水曜 0:20 - 0:50（火曜深夜） | 2015年1月8日   | 84日遅れ     |
| 岡山県・香川県 | 瀬戸内海放送 (KSB)      | テレビ朝日系列 | 金曜 0:20 - 0:50（木曜深夜） | 2015年3月12日  | 173日遅れ    |

## スタッフ
〈2014年復活版〉
- ナレーター：川澄綾子、戸田恵子
- 企画：奥川晃弘
- 構成：鈴木おさむ、樋口卓治、飯塚大悟、工藤ひろこ、坂田康子、なかじまはじめ、大平将貴、奥山聡紀、三浦智信、久保川きよみ
- ロケ技術：辺見洋、羽田宣廣
- デザイン：金澤弘道
- 美術進行：髙崎絵織
- 小道具：宮本恵美子
- ヘアメイク：川口カツラ店
- 衣装：片瀬美穂
- 編集：菊川雄太
- MA：青木雅春
- 編集協力：東京オフラインセンター
- 音効：高島慎太郎
- TK：中里優子
- 編成：金澤美保
- 宣伝：平野三和、平泉季里子
- 特別協力：ジャニーズ事務所
- 制作スタッフ：東裕二、遠入涼、高橋亜季、森田彩、堂森裕美、蛯名葉乙
- 制作進行：草柳孝司、木山達朗、杉田ちえみ
- AP：水野佳世
- ディレクター：槇雄介、北嶋一喜
- チーフディレクター：米田裕一
- プロデューサー：奥田創史、中野光春、滑川親吾
- ゼネラルプロデューサー：友寄隆英
- 制作著作：テレビ朝日

### 過去のスタッフ
- 編成：吉村周